# Michele Hahót
Michele (I) Hahót (in ungherese Hahót nembeli (I.) Mihály; ... – dopo il 1256) fu un nobile ungherese che ricoprì il ruolo di ispán del comitato di Varasdino nel 1244.

## Biografia

### Origini e discendenza
Michele I discendeva dalla famiglia degli Hahót ed era il figlio di Aoldo II (fl. 1192) e della sua ignota prima moglie. Aveva un fratello, Aoldo III, che fu ispán del comitato di Vas dal 1237 al 1239. Il loro padre si sposò per la seconda volta, e da questo matrimonio nacquero altri tre figlie, ossia Ákos, Nicola I e Dionigi I. Michele I ebbe due figli dalla sua prima sconosciuta moglie: Michele II e una figlia non identificata, consorte di Györk Atyusz, un figlio dell'influente aristocratico Atyusz III Atyusz. È presumibile che Giovanni, arcivescovo di Spalato dal 1266 al 1294, che era entrato nell'ordine dei francescani in precedenza, fosse un altro suo figlio.
Qualche tempo dopo la morte della sua prima moglie, Michele sposò la vedova di Michele Héder. La coppia diede alla luce Hencse, Lorenzo e Virunt. Dopo «alcuni anni di convivenza», Michele Hahót divorziò unilateralmente e cacciò la moglie dai suoi feudi. Per tutta risposta, i figliastri intentarono una causa contro di lui, il quale si difese dinanzi a una corte giudicante sostenendo che, durante le nozze, non era a conoscenza del fatto che sua moglie era una figlioccia («spiritualis filia») del suo defunto padre, Aoldo II. Dopo aver ascoltato i testimoni di entrambe le famiglie, Bartolomeo, vescovo di Vesprimia ruppe ufficialmente il vincolo del matrimonio e obbligò Michele a pagare centoquaranta marchi all'ex moglie e ai suoi figli nel 1233.

## Ruoli ricoperti
Michele viene menzionato per la prima volta nei documenti medievali nel 1222, quando acquistò il possesso di Szemenye (la moderna Muraszemenye) dal capitolo di Vesprimia. Insieme al cugino, il bano Buzád Hahót, figura tra i testimoni nel cosiddetto diploma di Kehida del 1232, in cui i servitori reali del comitato di Zala esortavano il re Andrea II d'Ungheria a riconoscere il loro verdetto come obbligatorio, perché Atyusz, il padre del futuro genero di Michele, si rifiutò di restituire la terra di Wezmech alla diocesi di Vesprimia. In seguito, i servitori reali riuscirono a far rispettare il verdetto quando Bartolomeo, vescovo di Vesprimia, vendette Wezmech a Michele Hahót nel 1239. In un documento reale del 1234, 1 figli del bano Buzád accettarono che il loro zio di secondo grado, Michele, diventasse proprietario unico e completo del feudo di Semenye appartenuto alla loro famiglia.
Dal 1239 al 1240 (o 1241), servì come gran dapifero reale stringendo un saldo rapporto con la regina Maria Lascaris di Nicea, consorte di Béla IV d'Ungheria. In questa veste, si prese cura dei figli ancora piccoli, ovvero Caterina, Elisabetta, Costanza, Iolanda e Stefano – della famiglia reale fino a quando la corte del re fuggì in Dalmazia in seguito all'invasione mongola dell'Ungheria e alla disastrosa battaglia di Mohi nell'aprile del 1241. Più tardi fu affidato il compito di mantenere l'ordine nell'area di Varasdino e Ptuj dopo il ritiro dei mongoli nel 1242. Pertanto è possibile che detenesse già l'ispanato di Varasdino (in ungherese Varasd) (che allora apparteneva al regno magiaro e non faceva parte della regione di Slavonia) da quell'anno. In tale contesto, fu menzionato per la prima volta da una fonte nel luglio del 1244, rimanendo attivo in una situazione politica delicata. Béla, grato a Traù perché le aveva offerto rifugio alla famiglia reale durante l'invasione straniera, le concesse delle terre a ridosso di Spalato, innescando un conflitto duraturo tra le due città dalmate. I cittadini di Traù chiesero aiuto al monarca. Michele partecipò alla campagna di Béla in Dalmazia nel 1244 e fu membro dell'esercito ungherese, guidato dal bano slavo Dionigi Türje, il quale parteggiò per Traù negli scontri contro Spalato.
Nel 1248 fondò un monastero francescano a Szemenye dedicato alla Vergine Maria. Convocò una congregatio per offrire e determinare l'ammontare annuale delle elemosine per i monaci, così Michele rimase proprietario del terreno. In seguito la famiglia Bánfi de Alsólendva, discendente della famiglia degli Hahót tramite il fratello Aoldo III, divenne patrona del monastero. Michele Hahót morì dopo il 1256.